# Solanum hasslerianum
Solanum hasslerianum är en potatisväxtart som beskrevs av Robert Hippolyte Chodat. Solanum hasslerianum ingår i släktet skattor som ingår i familjen potatisväxter. Inga underarter finns listade i Catalogue of Life.